# 댄 에번스 (야구인)

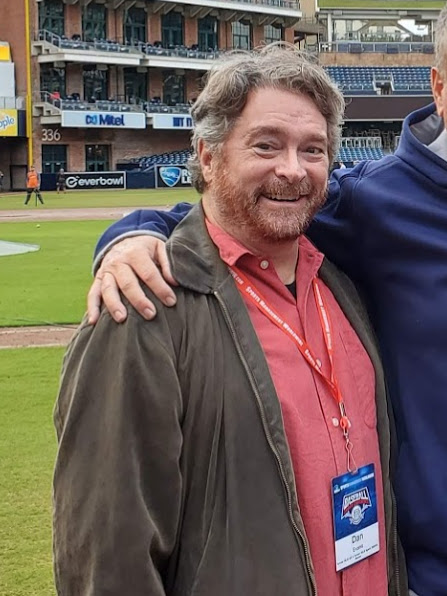

댄 에번스(영어: Dan Evans, 1960년 1월 27일 ~)는 2000년초에 메이저 리그 베이스볼의 로스엔젤레스 다저스 단장으로 활약한 인물로 야구계에 잘 알려져 있다. 현재 토론토 블루 제이스에서 스카우터 및 환태평양 지역 디렉터로 활동하고 있다. 현재 토론토 블루 제이스 에서의 업무 외에도 다양한 일을 하고 있다. 현재 스포츠 매니지먼트 월드와이드의 "Baseball GM & Scouting"이라는 온라인 강의의 멘토이다. 8주 강의이며 일년에 6-7 번씩 새 강의가 열린다. 야구계에서 일하고 싶은 꿈나무들이 이 강의에 등록한다. 현재 베이스볼 프로스펙터스에서 자문위원으로 활동한다. SABR 락키 마운틴 지사에서도 자문위원을 맡고 있다. 개인 회사 에반스 베이스볼 컨설팅에서 대표이기도 하다.
2013년에는 노던 리그 오브 프로페셔널 베이스볼의 커미셔너로 활약했다. 2013년에 토론토 블루 제이스 스카우터로 직임하기 전까지 베이스볼 프로스펙터스에서 "108 스티치스"라는 칼럼을 계제한 칼럼니스트 이기도 했다. 파라곤 스포츠 인터네셔날/웨스트코스트 스포츠 매니지먼트라는 회사에서 선수 에이전트로 활약했다.
에번스는 야구계에서 거의 모든 분야를 경험한 인물이다. 에번스가 처음 야구계에 입문했을때는 드폴 대학교 3학년에 불과했고 시카고 화이트삭스에 인턴으로 들어갔다. 에번스는 탁월한 야구센스와 능력으로 금방 두각을 나타냈다. 80년대 당시 와이트삭스의 경기장 코미스키 파크에서 홈플레이트를 약 8 피트를 외야석쪽으로 당기면 화이트삭스 팀의 홈런 개수가 늘어나 승리에 크게 기여한다는 내용의 연구를 야구경영진에 제출하고 시카고 와이트삭스는 홈플레이트를 외야쪽으로 옮기는 대공사에 들어갔다. 공사가 완성되고 바로 시작된 새 시즌에서 플레이오프 진출을 하며 유명세를 탔고 얼마 안돼서 부단장으로 승진했다. 아마추어 드래프트에서 폴 코너코, 프랭크 토마스, 마크 벌리 등을 드래프트 하는데 큰 공을 세웠다. 프랭크 토마스는 2014년에 미국 야구 전당에 입성했다. 20년 가까이 시카고 화이트삭스에서 몸을 담았던 에번스는 새로운 도전을 찾아 시카고 화이트삭스의 최대 라이벌 시카고 컵스로 이직한다. 에번스는 컵스에서 베이스볼 오퍼레이션 컨설턴트로 6달 동안 근무했다. 컵스에서 재직중에는 컵스 경기 해설위원을 겸임하기도 했다. 2001년말 로스엔젤레스 다저스 구단주 그룹에서 에번스를 단장으로 강력하게 원한다는 말이 야구계에서 돌고 있었다. 결국 2001년에 에번스는 LA 다저스의 9대 단장이 되었고 2004년 때까지 많은 업적을 이루었다. 러셀 마틴과 맷 캠프를 드래프트하며 인정을 받았다. 2001년 단장 취임 당시 다저스의 팜 시스템은 전체 28등으로 평가됐다. 그러나 에번스는 2년이라는 짦은 시간에 과감한 리빌딩으로 다저스의 팜 시스템을 전체 1등으로 올려놓았다. 에번스는 첫 대만 출신의 선수를 미국 프로야구 무대로 올린 장본인이다. 미국무대로 올라온 역사상 첫 4명의 대만 출신 야구선수는 에번스의 노력 덕분에 미국프로야구 무대를 밞게 됐다고 한다. 그 만큼 아시아 야구를 후하게 평가하며 아시아 야구에 관심이 많은 야구인이다. 2004년부터 2007년까지는 시애틀 매리너스에서 단장의 보좌역을 맏았다. 그후에는 잠시 메이저리그를 떠나 파라곤 스포츠 인터네셔날이라는 에이젠시에서 선수 에이전트가 되었다. 2012년 1월부터 2013년 2월 까지는 베이스볼 프로스펙터스에서 컬럼니스트였다. "108 스티치스"라는 컬럼으로 유명세를 탔었다. 2013년 3월부터 토론토 블루 제이스와 계약하고 미국프로야구계로 복귀하며 더 이상 컬럼을 쓰지는 않지만 현재까지도 베이스볼 프로스펙터스에서 자문역할을 하고 있다.
에번스는 지난 36년간 야구계에서 몸담으며 다섯 미국프로야구 구단(시카고 와이트삭스, 시카고 컵스, LA 다저스, 시애틀 메리너스, 토론토 블루제이스)에서 중요 역할을 맡는 주요 인물이었다. 에번스의 트위터 계정 (@DanEvans108) 은 포브스에 인해 "반드시 팔로우 해야할 톱100 스포츠 비즈니스 트위터 계정"으로 선정되었다. 베이스볼 아메리카는 에번스의 계정을 "톱50 야구 관련 트위터 계정"으로 선정했으며 메셔블도 "반드시 팔로우 해야할 30개 트위터 계정"에 에번스를 선정했다. 트위터, 톱 프로스펙트 엘러트, 그리고 블리쳐 리포트도 에번스의 계정을 팔로우 해야 할 트워터 계정이라고 언급했다.
에번스는 레인 테크니컬 고등학교를 졸업했고 북시카고의 드폴 대학교를 졸업했다. 현재 에번스는 미국 콜로라도주 의 볼더라는 도시에서 두 딸들과 거주하고 있다.